# Déli pályaudvar (métro de Budapest)
Déli pályaudvar est une station du métro de Budapest, terminus occidental de la  .

## Historique
La station a été ouverte en 1972.

## Lieu remarquable à proximité
- Gare de Budapest-Déli